# Josefina de Lorena
Maria Josefina Teresa de Lorena (em francês: Marie Joséphine Thérèse; 26 de agosto de 1753 - Palazzo Carignano, 8 de fevereiro de 1797) foi uma princesa da Casa de Lorena e princesa de Carignano por casamento. Era avó paterna do rei Carlos Alberto da Sardenha, de quem descende a casa real de Itália.

## Biografia

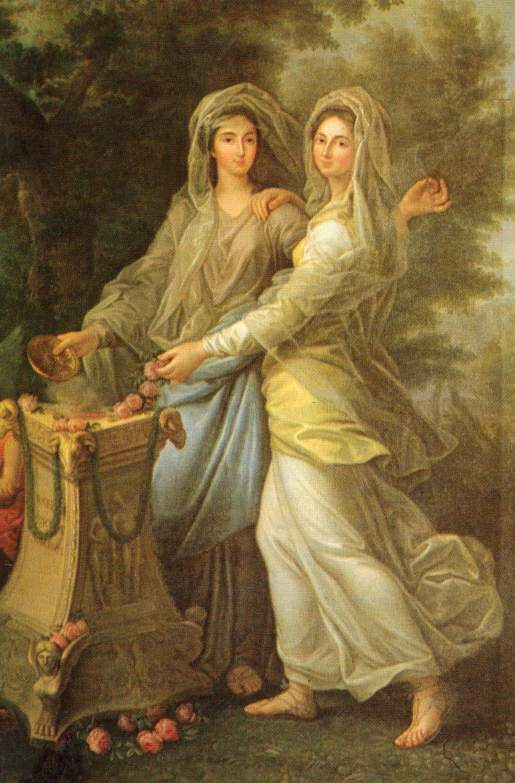
Josefina com a sua irmã, a princesa Carlota

Maria Josefina Teresa de Lorena era a segunda dos quatro filhos de Luís de Lorena, príncipe de Brionne, um ramo menor da Casa de Guise, chefe de uma das famílias mais influentes do antigo regime francês. O ramo sénior e soberano da Casa de Lorena juntou-se à Casa Imperial de Habsburgo ainda durante a sua vida graças ao casamento do último duque reinante, Francisco, com a imperatriz Maria Teresa da Áustria. A sua mãe também pertencia a uma família poderosa de princes étrangers, a Casa de Rohan. O seu irmão, Carlos Eugénio de Lorena, príncipe de Lambesc, foi quem acompanhou a sua parente, Maria Antonieta, para França de Viena em 1770 e tornou-se embaixador de França. Foi também o último membro masculino do ramo de Guise da Casa de Lorena.
A 18 de Outubro de 1768, Josefina casou-se com o príncipe Vítor Amadeu de Saboia, filho e herdeiro de Luís Vítor, Príncipe de Carignano, e da sua esposa alemã, a condessa Cristina Henriqueta de Hesse-Rotenburg. Amadeu era irmão da princesa de Lamballe, a trágica confidente de Maria Antonieta.
O príncipe Carlos Emanuel de Saboia nasceu em Turim a 24 de Outubro de 1770. Josefina morreu aos quarenta-e-três anos de idade em Turim, no Palazzo Carignano e foi enterrada na Catedral de Turim, onde permaneceu até 1816, ano em que foi transladada para a Basílica de Superga, durante o reinado de Vítor Emanuel I da Sardenha.

## Descendência
1. Carlos Emanuel, Príncipe de Carignano (24 de Outubro de 1770 – 16 de Agosto de 1800), casado com a princesa Maria Cristina da Saxónia; com descendência.

## Genealogia
| Josefina de Lorena | Pai: Luís, Príncipe de Brionne | Avô paterno: Luís, Príncipe de Lambesc              | Bisavô paterno: Henrique, Conde de Brionne                                 |
| Josefina de Lorena | Pai: Luís, Príncipe de Brionne | Avô paterno: Luís, Príncipe de Lambesc              | Bisavó paterna: Marie Madeline d'Epinay                                    |
| Josefina de Lorena | Pai: Luís, Príncipe de Brionne | Avó paterna: Jeanne Henriette Marguerite de Durfort | Bisavô paterno: Jacques Henri de Durfort de Duras                          |
| Josefina de Lorena | Pai: Luís, Príncipe de Brionne | Avó paterna: Jeanne Henriette Marguerite de Durfort | Bisavó paterna: Louise Madeleine Eschalard de La Marck, condessa de Braine |
| Josefina de Lorena | Mãe: Louise de Rohan           | Avô materno: Carlos, Príncipe de Rochefort          | Bisavô materno: Carlos III, Príncipe de Guéméné                            |
| Josefina de Lorena | Mãe: Louise de Rohan           | Avô materno: Carlos, Príncipe de Rochefort          | Bisavó materna: Charlotte Élisabeth de Cochefilet Marie Anne d'Albert      |
| Josefina de Lorena | Mãe: Louise de Rohan           | Avó materna: Eléonore Eugénie de Béthisy            | Bisavô materno: Eugène Marie de Béthisy, marquise de Mézières              |
| Josefina de Lorena | Mãe: Louise de Rohan           | Avó materna: Eléonore Eugénie de Béthisy            | Bisavó materna: Eléonore Oglethorp                                         |